# Zoran Mikulić
Zoran Mikulić, né le 24 octobre 1965 à Travnik, est un joueur puis entraîneur croate de handball. Il est notamment champion olympique en 1996.

## Palmarès

### En équipe nationale
- Médaille d'or aux Jeux olympiques de 1996 à Atlanta
- 6e place au Championnat d'Europe 1998
- 10e place au championnat du monde 1999
- 6e place au Championnat d'Europe 2000
- 9e place au championnat du monde 2001

### En clubs
Compétitions internationales
- Vainqueur de la Coupe de l'EHF (1) : 1996
- Vainqueur de la Coupe des Villes (2) : 1997, 1998

Compétitions nationales
- Vainqueur du Championnat de Yougoslavie (2) : 1987, 1988